# Балабан Яків Андрійович
Я́ків Андрі́йович Балаба́н (*23 вересня 1898, Писарівка-Волоська — †6 березня 1978, Нью-Йорк) — військовий діяч Української Народної Республіки, хорунжий артилерії Армії УНР. Нагороджений Хрестом Симона Петлюри і Воєнним хрестом
Відповідно до українського законодавства може бути зарахований до борців за незалежність України у ХХ сторіччі.

## Біографія
Народився в сім'ї Андрія Маркеловича Балабана та Агрипини Дмитрівни Барібан. Батько помер у віці 50 років. Закінчив Ямпільську міську школу (1912), 8 класів української гімназії ім. Тараса Шевченка (липень 1925) та Українську Господарську академію в Подєбрадах (30 вересня 1931).
Служив у Ямпільській повітовій народній управі (1915 — лютий 1917). Родина Балабанів «особливо активно брала участь в українському національному житті села Писарівка, де перед вели брати Балабани, один із них, Максим, був тяжко ранений у бою з Криворучковими молдаванами і, здається, помер…»
В Українській армії з березня 1918 року. Разом з Армією УНР 20 листопада 1920 р. відступив на західний берег Збруча і був інтернований у польських таборах. Згодом мешкав на еміграції у Чехословаччині. 30 червня 1931 року захистив диплом інженера-економіста з успіхом «дуже добрим». Василь Іванис оцінював його як надзвичайно активного студента, «ідейного фантаста».
Після Другої світової війни переїхав до США. Тут певний час працював в університеті NYU (Університет Нью-Йорка), однак не зміг підтвердити свій диплом через погане знання англійської мови, тож змушений був залишити викладацьку працю і працювати різноробом. У Нью-Йорку він взяв позику у кількох десятків українських родин і придбав невеличкий будинок, у якому здавав квартири в оренду новоприбулим емігрантам. Згодом повернув позику, а будинок лишився у власності родини Балабанів. На еміграції був активним учасником українського ветеранського руху та українського громадського життя. Тривалий час виконував обов'язки очільника контрольно-ревізійної комісії парафії УАПЦ у Савт-Бавндр-Брук.
1966 року склав пожертву на пам'ятник Олександрові Коваленку. Його прізвище є в списку випускників УГА, які працювали в культурно-просвітньому, економічному і громадсько-політичному житті на землях Карпатської України та Пряшівщини.
Нагороджений Хрестом Симона Петлюри і Воєнним хрестом (26 листопада 1968).

## Сім'я
Яків Балабан був одружений з українкою із Закерзоння на ім'я Емілія. Подружжя мало двох синів: Зиновія та Олександра. Зиновій Балабан, старший з-поміж Балабанових синів, став військовим. Воював у В'єтнамі. Помер на початку 2010-х років. По його смерті лишилась дружина і двоє дітей. Як і Олександр добре володів українською мовою. 
Юність Олександра Балабана минула у «Пласті», молоді роки він присвятив українській громаді Нью-Йорка. Неодноразово бував в Україні (також мав і тривалі візити), відвідував різні міста і села, зокрема і село свого батька – Писарівку Ямпільського району Вінницької області. Олександр понад 20 років пропрацював у Міністерстві податків та зборів США. Зараз він на пенсії. Балабан є затятим колекціонером українських поштових марок (лише надруків доби УНР) та листівок, що пов’язані із УНР. Про марки він може розповідати годинами, за 30 секунд визначає де і коли була надрукована, оригінал чи підробка і т.д. Філателія для нього – це частина життя, спроба зібрати і продемонструвати українцям складову їх величної історії. Пан Олександр, разом зі своїм другом з України Олександром Білецьким, та за сприяння Вінницької міської ради, створили у м. Вінниці перший в нашій державі музей української марки.